# Via del Babuino

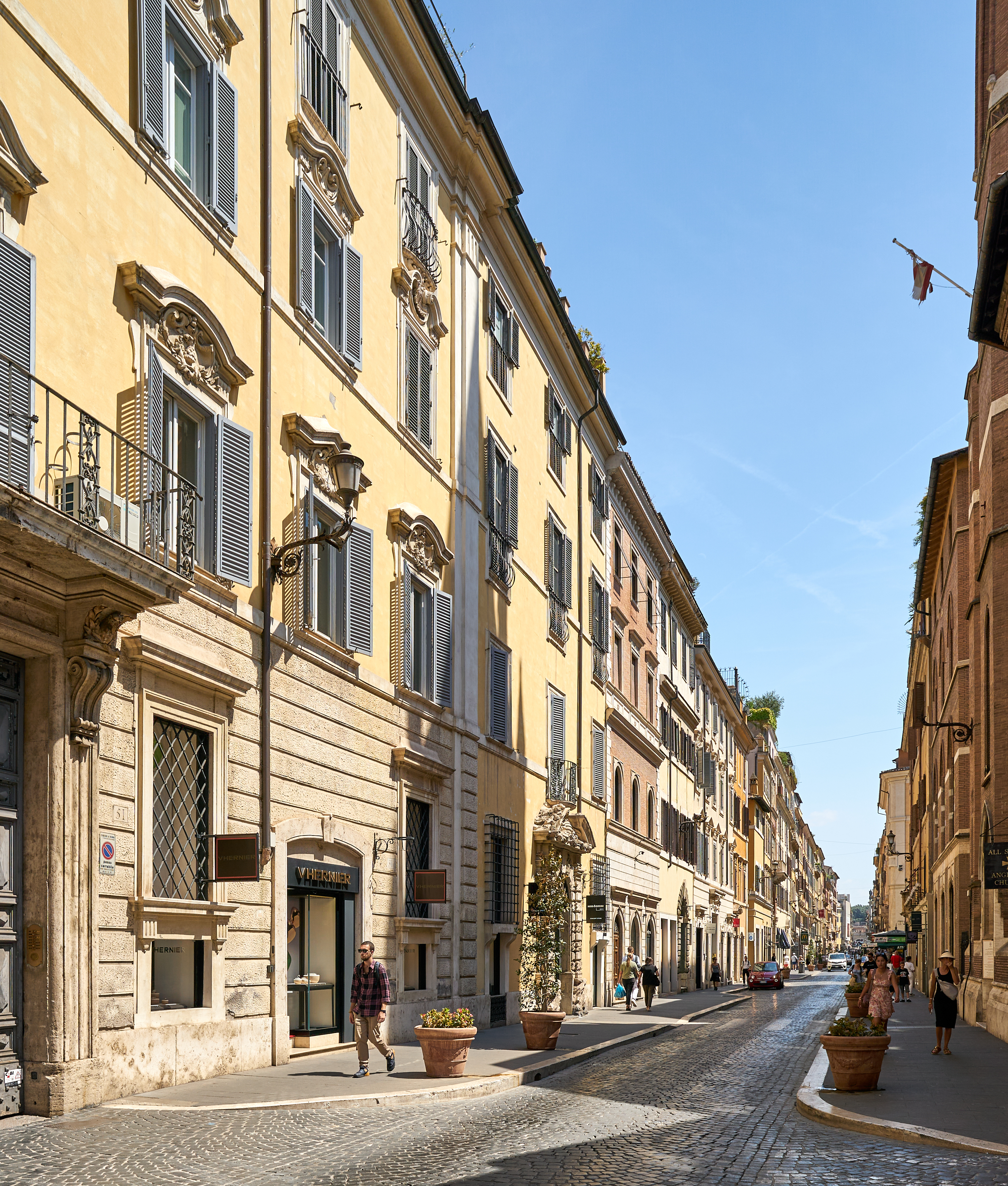
Via del Babuino

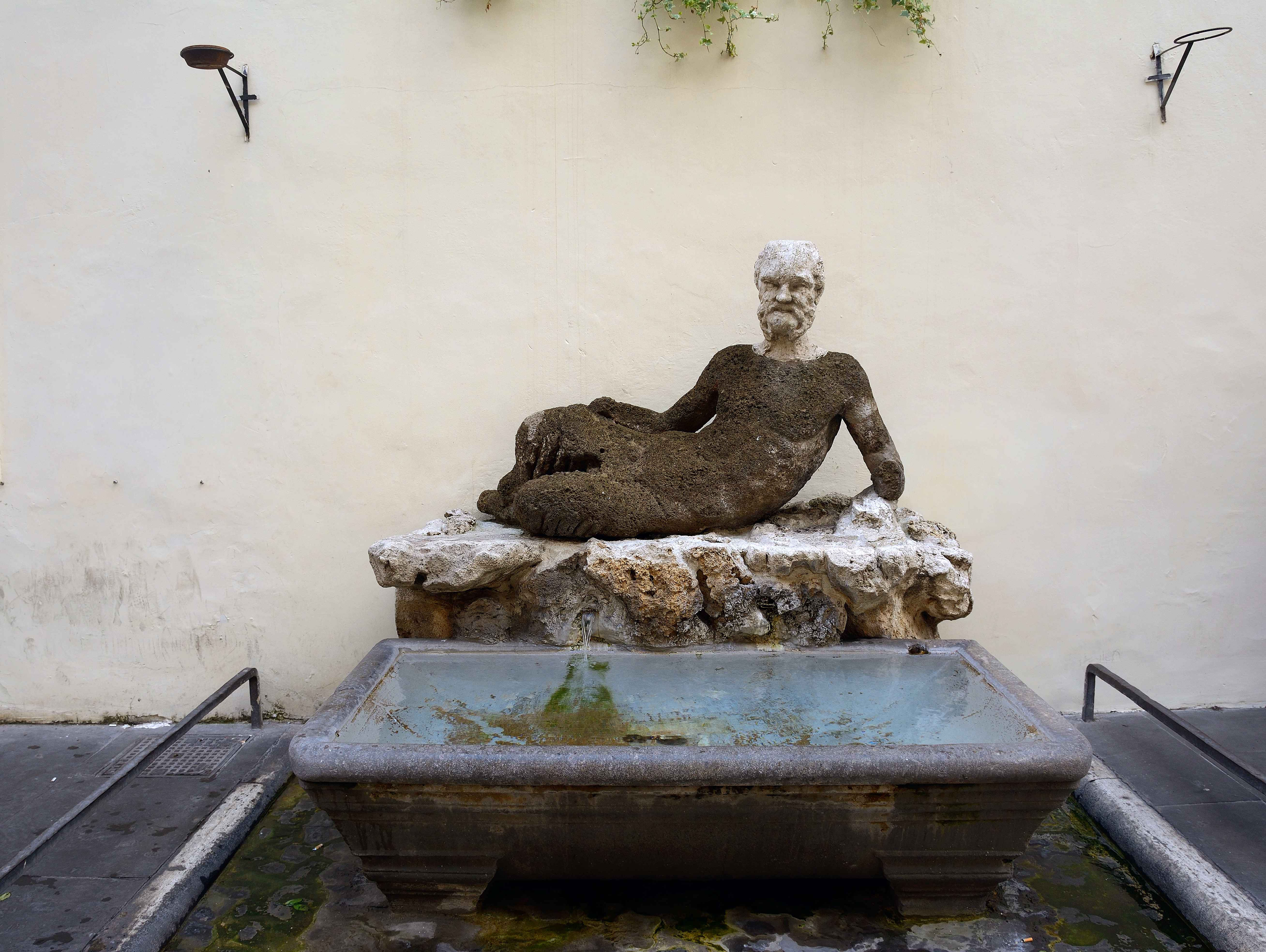
Fontana del Babuino

Die Via del Babuino ist eine Straße im Rione Campo Marzio (Marsfeld) im historischen Zentrum von Rom. Sie geht von der Piazza del Popolo aus und ist Teil des Tridente, eines dreiachsigen Straßenfächers, zu dem außerdem die Via di Ripetta und die Via del Corso gehören.
1525 wurde als letzte der drei Straßen des Tridente die Via Paolina angelegt, die heute als Via del Babuino zur Piazza di Spagna mit der Spanischen Treppe und weiter bis zur Basilika Santa Maria Maggiore führt. Benannt wurde die Straße nach der Brunnenfigur des Babuino.
An der Straße liegt das Optikergeschäft von Alessandro Spiezia, das die Brillen von Papst Franziskus anfertigte.